# Rodrigo Gallego Trujillo
Rodrigo Gallego Trujillo (Sevilla, 13 de marzo de 1974) es un eclesiástico y teólogo católico colombiano, obispo de Palmira desde 2024.

## Biografía
Nació el 13 de marzo de 1974, en el municipio colombiano de Sevilla, Valle del Cauca. Hijo de Julián Gallego y Milvia Trujillo. Un tío paterno fue ordenado sacerdote eudista en 1987, marcando su vocación religiosa. 
Recibió la confirmación del obispo Rodrigo Arango Velásquez.
Realizó el bachillerato en el «Colegio General Santander» de su pueblo natal, graduándose en 1990. 
Estudió Historia en la Universidad del Valle, mientras realizaba el pre-seminario con la diócesis de Buga; abandonando sus estudios universitarios para seguir su vocación religiosa.
En enero de 1992, ingresó en el Seminario Mayor de Armenia, donde cursó sus estudios eclesiásticos. Tras realizar estudios en la Pontificia Universidad Javeriana, obtuvo la licenciatura en Teología en 2001. Obtuvo la licenciatura en Teología espiritual (2002-2004), por la Pontificia Universidad Gregoriana. En 2010, consiguió el doctorado en Teología en la Universidad Pontificia Bolivariana, con el trabajo: La iglesia, casa y escuela de comunión. Hacia una teología espiritual de la eclesiología de comunión en Aparecida, números 154-163.

### Sacerdocio
Fue ordenado diácono en 1997, en la Catedral de Buga. Escogió como lema la frase: "Mihi enim vivere Christus est" (Para mí vivir es Cristo). Su ordenación sacerdotal fue el 5 de diciembre de 1998, en su natal Sevilla, a manos del obispo Rodrigo Arango Velásquez; incardinándose en la diócesis de Buga.
- Formador (1998-2000; 2004-2009), profesor (2004-2009), y rector (2009-2018) en el Seminario Mayor de Buga.[2]
- Vicario parroquial de San Juan Bautista, en Guacarí (1998-2000).
- Vicario parroquial (2000-2002) y párroco (2019-2024) de la Catedral de Buga.[1]
- Rector del Instituto Julián Mendoza Guerrero, en Buga.
- Párroco de San Antonio, en Buga.
- Ecónomo (2018-2023).[4]
- Vicario general (2023-2024).
- Miembro ex officio del Consejo Presbiteral.
- Miembro ex officio del Colegio de Consultores.[5]

### Episcopado
El 31 de mayo de 2024, el papa Francisco lo nombró obispo de Palmira. Fue consagrado el 10 de agosto siguiente, en la Basílica del Señor de los Milagros de Buga; a manos del obispo José Roberto Ospina Leongómez. Tomó posesión canónica el 17 de agosto del mismo año, en la Catedral de Palmira.